# Allagrapha aerea
Allagrapha aerea là một loài bướm đêm trong họ Noctuidae.

## Hình ảnh

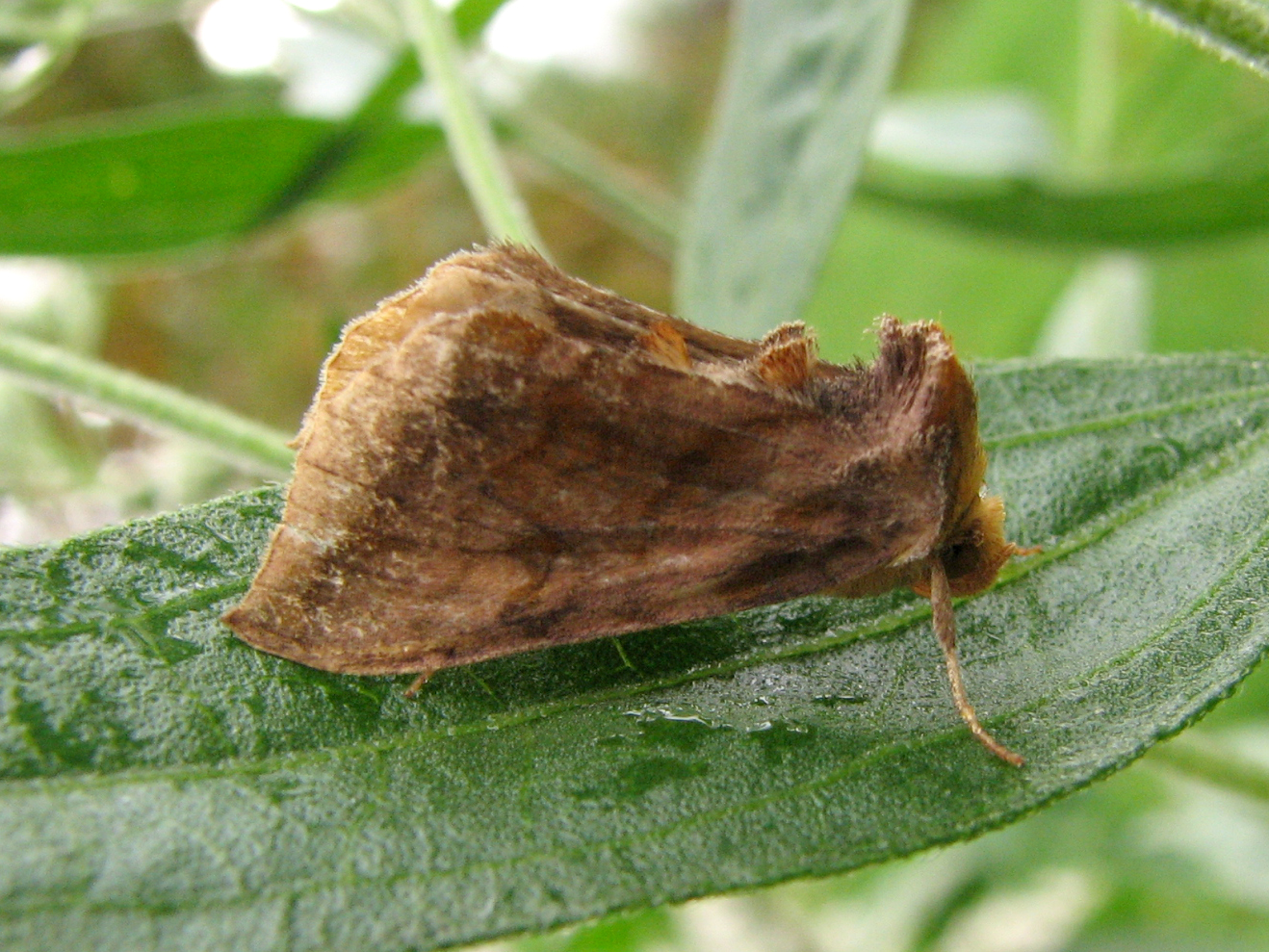